# Plan de préservation numérique
Le plan de préservation numérique est un procédé concernant la conservation et la préservation à long terme de données et de métadonnées numériques. L’établissement d’un tel plan sert principalement à établir la pérennité des données en plus d'évaluer la fiabilité des techniques et des outils de conservation d'une collection virtuelle. Le maintien de l’accès aux données dans leur forme originale est certainement le point fondamental d’un plan de préservation numérique en raison de l’évolution constante des technologies. Le matériel informatique ainsi que les logiciels devenant rapidement obsolètes, il est important de prendre en compte, non seulement la préservation des données, mais également la préservation de leurs supports.

## Définition
Selon le projet Planets, dans son rapport intitulé « Preservation Plan Template » publié en 2008, un plan de préservation numérique consiste en « une série d'actions qui se doit d'être menée par une institution responsable d'objets numériques à la suite d'une reconnaissance de risques pouvant menacer sa collection. Le Plan de Préservation prend en compte les politiques de préservation, les obligations légales, les contraintes techniques et organisationnelles, les besoins des utilisateurs, les objectifs de préservation, le contexte de préservation, l'évaluation des stratégies de préservation et ses résultats, incluant aussi le processus décisionnel logique. Cela précise également chaque action, accompagnée de responsabilités, de règles et des conditions pour leur exécution sur la collection (appelé plan d'action de préservation). Dans le cas où ces actions, leur déploiement, ainsi que leur environnement technique le permettent, le plan d'action se doit d'être exécuté de manière continue »,.
Le plan de préservation se doit alors d'inclure ces éléments :  
- Une identification.
- Le statut du plan (actif, en attente, etc.), et ce qui enclencherait un changement de statut.
- Une description des paramètres institutionnels.
- Une description de la collection.
- Les exigences requises pour opérer la préservation (budget, contraintes techniques, etc.).
- Les coûts de l'application du plan.
- Les rôles et les responsabilités des membres responsables du plan.
- Le plan d'action de la préservation (de manière à préciser le « quand » et le « quoi », plus largement définit dans le projet Planets).

## La menace de l’obsolescence
La fragilité des objets numériques réside dans le fait que leurs environnements sont en constante évolution, ce qui pose problème dans certaines activités de préservation, par exemple, dans le cas d'une migration des données. Bien que de nombreux outils existent pour convertir le format d’un objet, il est toujours possible que ses agencements initiaux s’en trouvent modifiés, par exemple, par une disparition de notes de bas de page ou d’hyperliens. Il est également possible de recréer l’environnement original d’un objet par émulation. Cependant, ce procédé reste limité puisqu'il est difficile de l’étendre à une grande quantité d’objets numériques. De plus, il se trouve que « tout comme lors d'une migration, certaines spécificités d’un objet peuvent être perdues en raison d’une émulation incorrecte ou incomplète, de même que par l’impossibilité de recréer certains aspects de l’objet par émulation »,.
Le défi réside donc non seulement dans la conservation des données, mais également dans le maintien de l'accès à ces données de manière à ne pas en altérer le contenu. La conservation de l'authenticité des objets est ainsi un enjeu crucial dans l'élaboration d'un plan de préservation numérique. C'est pourquoi bien documenter les démarches de préservation est essentielle. La transparence permet alors d'assurer la fiabilité du contenu des collections numériques.

## Les outils de préservation numérique
Bien que, au sein de plusieurs institutions, l'élaboration d'un plan de préservation est souvent ad hoc, il est possible d'appuyer sa procédure sur des outils tels que des normes, des standards ainsi que des politiques définis par des entités faisant office de référence internationale. En adoptant une procédure de planification bien documentée et standardisée, la pérennité des objets numériques se trouve grandement améliorée.
Des critères de fiabilité sur l’entreposage numérique sont proposés entre autres par le modèle Open Archival Information Systems (OAIS) publié par le Consultative Committee for Space Data Systems (CCSDS) en 2002 et adopté en tant que standard ISO en 2003 (ISO 14721 :2003). Ce catalogue de critères fait office de référence dans le cadre de la planification d’une architecture de préservation des données. Dans la même lignée, le Trustworthy Repositories Audit&Certification: Criteria and Checlist (TRAC) (en) est publié en 2007 par le RLG et le National Archives and Records Administration. Il contient les critères de bonnes pratiques et de fiabilité de la préservation à long terme des objets numériques, Le TRAC deviendra également certifié ISO (ISO TC20/SC13). Ajoutons parmi les outils les plus importants, l'outil de planification PLATO, conçu dans le cadre du projet Planets.
D'autres outils, tel que le Catalogue of Criteria for Trusted Digital Repositories publié par le groupe Nestor en Europe permet l'évaluation de la fiabilité des dépôts numériques. D'un autre côté, le Digital Repository Audit Method Based on Risk Assessment (en)(DRAMBORA) est un outil d'évaluation des risques concernant les dépôts numériques et permettant d'analyser l'efficacité d'un plan de préservation mise en place.

### Les politiques de préservation numérique
Il existe plusieurs politiques de préservation numérique pouvant aider les institutions à réguler et à développer des stratégies de préservation. Parmi ceux-ci, on retrouve : The Erpanet, JISC (en), ou encore The ICPSR Digital Preservation Policy Framework.
Ces politiques de préservation numérique sont très conceptuelles, mais fournissent un guide pratique dans l'exercice de la préservation. L'une des politiques essentielles est, par exemple, de dire que les manœuvres de préservation doivent se faire de manière à établir le Libre accès.
De plus, le respect des droits d'auteurs constitue une politique importante dans l'implantation d'un plan de préservation de données numériques. Le matériel numérisé, ou né de manière numérique, doit faire l'objet d'une évaluation des droits légaux de reproduction et des lois sur la confidentialité.

### Liens Externes
- Centre Informatique National de l'Enseignement Supérieur - Le modèle de référence: l'OAIS
- Digitising contemporary art - Preservation planning
- Federal Agencies Digital Guidelines Initiative - Guidelines: Technical Guidelines for Digitizing Cultural Heritage Materials
- Gouvernement du Canada - Préservation Numérique
- Planets - Digital Preservation (Library of Congress)
- Planets - Preservation and long-term access through networked services
- Plato: The Preservation Planning Tool